# Август Краупар
Август Краупар (нім. August Kraupar, 30 листопада 1894 — грудень 1968) — австрійський футболіст, що грав на позиції воротаря.
Виступав за віденські клуби «Флорідсдорфер» і «Рапід», а також національну збірну Австрії. Триразовий чемпіон Австрії і дворазовий володар Кубка Австрії.

## Клубна кар'єра
У складі клубу «Флорідсдорфер» у сезоні 1913–1914, зіграв 5 матчів і забив 4 голи. Грав у тому чемпіонаті на позиції центрального нападника, зокрема, відзначився дублем у грі з клубом «Вінер АФ» (2:3). З наступного сезону перейшов на позицію воротаря і незабаром отримав запрошення у збірну. В 1915 році став володарем кубка Відня, попередника кубка Австрії. У фіналі «Флорідсдорфер» з Краупаром у складі переміг «Адміру» з рахунком 3:1. Перший титул чемпіона Австрії здобув у складі «Флорідсдорфера» у сезоні 1917–1918. Під час наступного чемпіонату перейшов у «Рапід» (Відень), у складі якого ще двічі виборював титул чемпіона Австрії і двічі ставав володарем Кубка Австрії. 
Помер 27 квітня 1973 року на 78-му році життя.

## Виступи за збірну
1915 року дебютував в офіційних матчах у складі національної збірної Австрії. Протягом кар'єри у національній команді, яка тривала 4 роки, провів у формі головної команди країни 9 матчів.
У 1915 - 1916 роках також зіграв два матчі у складі збірної Відня. Обидві проти збірної Берліну: у Відні в 1915 році австрійська команда перемогла 7:0, а за рік у Берліні виграла 2:1.

## Титули і досягнення
- Чемпіон Австрії (3):

«Флорідсдорфер»: 1917–1918
«Рапід» (Відень): 1918–1919, 1919–1920
- Володар Кубка Відня (1):

«Флорідсдорфер»: 1915
- Володар Кубка Австрії (3):

«Флорідсдорфер»: 1918
«Рапід» (Відень): 1918–1919, 1919–1920